# 金森氏
金森氏（かなもりし）は、日本の氏族のひとつ。

## 歴史
美濃の清和源氏流土岐氏当主の土岐成頼の子の一人である定頼が領地を美濃国山県郡大桑（現在の岐阜県山県市大桑）に持ったことから大桑氏を称し、後に船田合戦の功によって領を美濃土岐郡大畑（現在の岐阜県多治見市大畑町）に移した事により大畑氏を称した。そして定頼の子の大畑定近は後に近江国の金森村（現在の滋賀県守山市金森）に居を移し、金森姓を称したという伝承がある。
戦国時代の当主・金森長近（定近の子）は織田信長に仕え、斎藤氏攻略戦、長篠の戦いなどで活躍。その後、越前国攻略に功があり、天正3年（1575年）越前大野のうち3分の2（越前大野と石徹白地区）を信長から拝領して大名となった。越前を拠点としたため、一時は柴田勝家の与力となるが、勝家が滅ぼされた後は羽柴秀吉に従った。
同天正3年（1575年）長近が織田家に人質として来た頃から面倒を見ていた、長屋喜蔵（美濃の板取長屋氏（長江氏支流）の長屋将監景重の子）を養子として迎え、郡上八幡城主遠藤慶隆の娘室町殿を妻に迎えた。二人の間に生まれた子が、後に茶道宗和流の祖となる金森宗和である。
天正10年（1582年）2月、信長から兵部大輔を拝命し、そして同年正四位下兵部卿となった。
天正13年（1585年）に飛騨国攻略を命ぜられ、越前大野は取り上げられた。翌年、飛騨国主として任ぜられ、高山城を築いた。
慶長5年（1600年）に行われた関ヶ原の戦いでは東軍の徳川家康方に付き、戦後高山藩主となった。また、家康から美濃の上有知藩と河内国金田( ＝ かなた堺市北区金岡町)を拝領した。飛騨の管理は養子の可重に任せ、自身は上有知に小倉山城を構えて住居した。
慶長13年（1608年）に長近が死去すると、長近が美濃の板取長屋氏（長江氏支流）から養子として迎えた可重が跡目を相続した。
長近の実子の長光は、長近なき後、上有知藩と金田の領主となったが、慶長16年（1611年）に7歳で夭逝し、上有知藩は江戸幕府に没収された。
元和元年（1615年）閏6月に可重が謎の死を遂げると、跡目は重頼が継いだ。重頼は長近の子の伊東治明の子で、源氏の血の入れ替えが行われた。
飛騨国金森藩は、その後、頼直 - 頼業 - 頼旹と108年続いたが、頼旹の時代の元禄5年(1692年)に突如、飛騨一国を没収され、出羽上山藩に移封となり、また3年後、美濃の郡上八幡藩に再移封された（石高自体はほぼ同じ）。
宝暦8年（1758年）、藩主・頼錦は江戸幕府に藩政の不始末（百姓一揆の多発（郡上一揆）、神社の権限をめぐる石徹白騒動など）を咎められ、金森家は改易された。
頼錦の子たちも連座したが、明和3年（1766年）赦免され、 六男の頼興が天明8年（1788年）に1,500俵で名跡を継ぎ、子孫は旗本寄合席として存続した。また重頼の弟の重勝が分家・金森左京家を高山藩内に興しており、本家改易後は越前国に移され、3,000石の旗本・交代寄合表御礼衆として存続した。
幕末から明治期の当主金森近明は、慶応4年（1868年）5月に朝廷に早期帰順して本領を安堵されて朝臣となり、中大夫席に列した。明治2年に中大夫以下の称が廃されるに及んで士族に編入された。
明治17年（1884年）に施行された華族令で華族が五爵制になった際に定められた『叙爵内規』の前の案である『華族令』案や『叙爵規則』案では元交代寄合諸家が男爵に含まれており、金森家も男爵家の候補として挙げられていたが、最終的な『叙爵内規』では対象外となったため、結局金森家は士族のままだった。

## 一族
長近・可重は千利休の弟子として茶道に優れており、古田織部などとも茶の湯を通じて親交があった。利休が秀吉に切腹を命じられた際、長男の千道安を一時期高山に匿っていた。後に可重に廃嫡された金森重近は、道安が高山に逃げている際に、その茶道を受け継いだことで茶人として生涯を送り、後日、自身の宗和流を興している。
重近の子の方氏が加賀藩に仕えたため、宗和流の金森氏は加賀国で存続したが、金森氏の血筋は江戸中期に断絶した。
また長近の兄弟の政近も信長や秀吉に仕えた。その子の一吉（可憲）は関ヶ原の合戦で西軍に付き、大坂冬の陣にも参戦したが、夏の陣には参加せず、尾張徳川家に仕官し子孫は藩士として続いた。
長近は、源氏の土岐氏の庶流として日根野氏、佐藤氏などと縁戚関係にあったが、可重は藤原氏の長屋氏の一族として、安藤守就、遠藤慶隆、長江氏、稲葉氏、長井氏などとも縁戚関係があり金森家の中は、血が交錯することになり、一時期は相当複雑な関係であった。
安楽庵策伝もこの金森一族で定近の子だと伝える。ただし疑問視もされている。
この他に富山県高岡の鋳物産業の礎となった金屋七人衆と呼ばれる鋳物師7人のうち4人が金森姓である。

## 系図
＊太線は実子、細線は養子。
```
土岐成頼

 ┃

大畑定頼

 ┃

金森定近
（大畑）
 ┣━━━━┳━━┓

政近
　　　
長近
1
　
政秀

 ┃　　　　┣━━┳───┬━━━┓

一吉
　　　
長則
　
長光
 　
可重
2
　
伊東治明

 　┏━━━┳━━┳━━━┫
 
酒井重澄
　
重勝
　
重頼
3
　
重近

   ┏━━━┳━━┫　    ┃
 
重直
　　
従純
　　
頼直
4
 
方氏

           ┏━━┫　　  ┃
         
近供
　　
頼業
5
　方一
 　　  　  ｜　　┃　　　┃
　　  　 
可英
　　
頼旹
6
　信近
 　　　　  ┃　　┃　　  ┃
　　　   
近忠
　　
可寛
　 知近
 　　　    ┃　　┃
　　　　 近興　　
頼錦
7

　　　　   ┃　　┣━━━┳━━━┓
　　　　 近利　　
頼興
　
井上正辰
　
頼元

　　　　　　　　　　　　 ┃　　　┃
　　　　　　　　　　　　近興　　可儔
　　　　　　　　　　　　 ┃　　　┃
　　　　　　　　　　　　近義　　可継
　　　　　　　　　　　　 ｜　　　｜
　　　　　　　　　　　　近明　　重任
　　　　　　　　　　　　　　　　 ｜
　　　　　　　　　　　　　　　　重器
　　　　　　　　　　　　　　　　 ┃
　　　　　　　　　　　　　　　　頼功
　　　　　　　　　　　　　　　　 ｜
　　　　　　　　　　　　　　　  頼之
```

### 金森氏縁故社寺・菩提寺
金龍院 - 臨済宗大徳寺